# Santalezi
Santalezi – wieś w Chorwacji, w żupanii istryjskiej, w gminie Sveta Nedelja. W 2011 roku liczyła 170 mieszkańców.